# Vieux-Condé
Vieux-Condé és un municipi francès, situat a la regió dels Alts de França, al departament del Nord. L'any 2006 tenia 10.850 habitants. Limita al nord amb Péruwelz, a l'est amb Condé-sur-l'Escaut, al sud amb Fresnes-sur-Escaut, al sud-oest amb Odomez i a l'oest amb Hergnies.

## Demografia
| Evolució de la població Ehess i INSEE |       |       |       |       |       |       |       |       |
| 1793                                  | 1800  | 1806  | 1821  | 1831  | 1836  | 1841  | 1846  | 1851  |
| -                                     | 1 294 | 3 133 | 3 616 | 3 976 | 3 865 | 4 386 | 4 595 | 4 720 |

| 1856  | 1861  | 1866  | 1872  | 1876  | 1881  | 1886  | 1891  | 1896  |
| ----- | ----- | ----- | ----- | ----- | ----- | ----- | ----- | ----- |
| 4 978 | 5 134 | 5 067 | 5 160 | 5 681 | 6 296 | 6 568 | 6 977 | 7 125 |

| 1901  | 1906  | 1911  | 1921  | 1926  | 1931  | 1936  | 1946  | 1954   |
| ----- | ----- | ----- | ----- | ----- | ----- | ----- | ----- | ------ |
| 7 550 | 7 777 | 7 888 | 7 242 | 9 505 | 9 529 | 9 067 | 9 008 | 10 425 |

| 1962   | 1968   | 1975   | 1982   | 1990   | 1999   | 2006 | 2011 | 2016 |
| ------ | ------ | ------ | ------ | ------ | ------ | ---- | ---- | ---- |
| 11 873 | 11 970 | 11 514 | 11 178 | 10 859 | 10 641 | -    | -    | -    |

| 2019 | - | - | - | - | - | - | - | - |
| ---- | - | - | - | - | - | - | - | - |
| -    | - | - | - | - | - | - | - | - |

## Administració
| Període   | Identitat            | Partit |
| --------- | -------------------- | ------ |
| 1954-1959 | Elise Vernet-Dupont  | PS     |
| 1959-1992 | Georges Bustin       | PCF    |
| 1992-2003 | Pierre Lemoine       | PCF    |
| 2003-     | Serge Van Der Hoeven | PCF    |

## Agermanament
- Bleicherode
- Niederzier